# Coscineuta trochilus
Coscineuta trochilus is een rechtvleugelig insect uit de familie veldsprinkhanen (Acrididae). De wetenschappelijke naam van deze soort is voor het eerst geldig gepubliceerd in 1873 door Gerstaecker.